# 法性寺町
法性寺町（ほっしょうじちょう）は、愛知県岡崎市の町名。8の小字が設置されている。

## 地理
岡崎市の南西部に位置し、東は上和田町・宮地町、西は赤渋町、南は井内町・牧御堂町、北は天白町に接する。

### 小字
出典 : 
- 荒子（あらこ）
- 池田（いけだ）
- 色子（いろこ）
- 上屋敷（かみやしき）
- 北浦（きたうら）
- 郷前（ごうまえ）
- 猿待（さるまち）
- 柳之内（やなぎのうち）

## 世帯数と人口
2019年（令和元年）5月1日現在の世帯数と人口は以下の通りである。
| 町丁     | 世帯数    | 人口    |
| -------- | --------- | ------- |
| 法性寺町 | 1,176世帯 | 2,845人 |

## 学区
| 番・番地等 | 小学校                   | 中学校                 | 高等学校普通科 |
| ---------- | ------------------------ | ---------------------- | -------------- |
| 全域       | 岡崎市立六ツ美西部小学校 | 岡崎市立六ツ美北中学校 | 三河学区       |

## 歴史
碧海郡法性寺村を前身とする。

### 町名の由来
町内にある法性寺による。

### 沿革
- 1889年（明治22年）10月1日 - 町村制施行に伴い、碧海郡糟海村大字法性寺となる[7]。
- 1906年（明治39年）5月1日 - 合併に伴い、六ツ美村大字法性寺となる[8]。
- 1958年（昭和33年）10月15日 - 町制施行伴い、六ツ美町大字法性寺となる[8]。
- 1962年（昭和37年）10月15日 - 岡崎市へ編入し、同市法性寺町となる[8]。

## 施設
- 岡崎法性寺郵便局
- 西尾信用金庫六ツ美支店
- 法性寺

## ギャラリー
- 社会福祉法人むつみ会 むつみ保育園
- 中国料理浜木綿 岡崎南店
- 室町時代に法性寺の僧侶が九条ねぎの苗を持ち帰り植えたのが始まりと伝えられる「法性寺ねぎ」[9]。「法性寺ねぎ研究会」に所属する18戸が約1.7ヘクタールで栽培している[10]。

## 交通
- 愛知県道293号桜井岡崎線（六名通り）

## その他

### 日本郵便
- 郵便番号 : 444-0206[2]（集配局：岡崎郵便局[11]）。